# Hemsedal
Hemsedal – norweskie miasto i gmina leżąca w regionie Buskerud.
Hemsedal jest 145. norweską gminą pod względem powierzchni.

## Demografia
Według danych z roku 2005 gminę zamieszkuje 1909 osób. Gęstość zaludnienia wynosi 2,54 os./km². Pod względem zaludnienia Hemsedal zajmuje 341. miejsce wśród norweskich gmin.
| ludność stan na 1 stycznia 2005 |         |           |       |
|                                 | kobiety | mężczyźni | razem |
| osób                            | 959     | 950       | 1909  |
| %                               | 50,24%  | 49,76%    | 100%  |

| wykształcenie stan na 1 października 2004 |        |         |        |        |
|                                           | podst. | średnie | wyższe | niezn. |
| osób                                      | 250    | 888     | 271    | 61     |
| %                                         | 17,01% | 60,41%  | 18,44% | 4,15%  |

## Edukacja
Według danych z 1 października 2004:
- liczba szkół podstawowych (norw. grunnskolar): 3
- liczba uczniów szkół podst.: 268

## Władze gminy
Według danych na rok 2011 administratorem gminy (norw. rådmann) jest Sveinung Halbjørhus, natomiast burmistrzem (norw. ordfører, d. borgermester) jest Oddvar Grøthe.